# Luisa Mell
Marina Zatz de Camargo (São Paulo, 19 de setembro de 1978), mais conhecida pelo nome artístico Luisa Mell, é uma ativista, apresentadora e escritora brasileira. Tornou-se conhecida pelo resgate e proteção de animais, sobretudo cães, com o qual ganhou a alcunha de "cachorreira".

## Biografia
Marina, de família e religião judaicas, adotou o nome Luísa em homenagem à avó, morta num acidente automobilístico quando a modelo ainda era adolescente. O acidente fez o pai, José Alfredo, ficar deprimido, o que se resolveu com ajuda de um cachorro, que a família então adotou, motivo pelo qual a apresentadora diz ter grande ligação com esses animais. Sua mãe é Sandra Zatz. O nome Mell foi adotado por costumar vender pão de mel quando criança. No entanto, Luisa é vegana.

## Carreira
Em 2001 se torna repórter do Noite Afora. Em 2002 estreou seu próprio programa às sextas-feiras, o Black Brasil, que era destinado à música negra brasileira. No mesmo ano também estreia no comando do Late Show, aos domingos, programa sobre animais de estimação, promovendo resgate de bichos sob maus tratos, campanhas de adoção, levando cães e gatos abandonados aos veterinários, além de tirar duvidas sobre os animais de estimação e trazendo novidades deste universo. Também foi apresentadora principal do programa TV Fama. Com o encerramento do Black Brasil, no final de 2002, passou a apresentar também o TV Fama, onde ficou até 2006.
Em 2005 foi ofendida ao vivo por Clodovil Hernandez, contratado da mesma emissora, quando este declarou em seu programa A Casa É Sua que Luisa terminaria seus dias como atriz pornográfica, assim como Rita Cadillac. A ofensa rendeu a demissão do estilista. Em 2007 foi madrinha de bateria da escola de samba Acadêmicos do Tucuruvi, que trazia enredo versando sobre o aquecimento global. No mesmo ano estrelou o musical Cinderela, adaptado por José Wilker e com direção de Eduardo Martini. Em 2008 foi madrinha de bateria de escola de samba novamente, mas desta vez na Imperador do Ipiranga, que trazia enredo em apoio às causas ecológicas defendidas por Luisa. No mesmo ano estreou os espetáculos Nunca Se Sábado e Mãos ao Alto, São Paulo.
Em 6 de agosto de 2008 o Late Show foi cancelado e Luisa demitida sem prévio aviso, uma vez que a apresentadora Daniela Albuquerque havia se casado com seu ex-namorado, dono da RedeTV!, e pediu a demissão da ex. Na época Luisa declarou ter se sentido humilhada por ter recebido sua demissão pelo telefone, avisada que não poderia mais retornar à emissora e que eles enviariam seus pertences pessoais. Em 2009, ao chegar em um evento, os repórteres do Pânico na TV ficaram constrangidos por não poderem entrevistá-la, uma vez que ela estava proibida de aparecer nos programas da RedeTV!. No mesmo ano protagonizou o seriado Amorais, no Canal Brasil, como a trambiqueira Carina, sendo dirigida por Fernando Ceylão.
Em 2010 passou a apresentar o programa Comunidade dos Bichos, na Rádio Bandeirantes, além de se tornar colunista pelos direitos dos animais no website da mesma, onde ficou em ambos por três anos. O contrato, restrito somente à rádio, permitiu-a fazer outros trabalhos na televisão, sendo que em 2011 entrou para o elenco da fase final da telenovela Araguaia como Cris. No mesmo ano assinou contrato com a TV Gazeta para apresentar um programa, o Estação Pet.
Em 12 de abril de 2018 Luisa Mell foi confirmada como nova apresentadora na Rede Bandeirantes, onde deve estar à frente de um novo programa voltado aos animais.
Entre outubro e dezembro de 2018 Luisa protagonizou uma série de oito vídeos, produzida por uma parceria entre UOL e Facebook, intitulada Livre Acesso, que mostrou os bastidores do trabalho de Luisa como ativista pelos direitos dos animais.

## Vida pessoal
Luisa é formada em direito e teatro. De família judia europeia, começou a frequentar a cabala depois de seu encontro com Madonna. Entre 2002 e 2005 namorou o empresário Amilcare Dallevo Jr., sócio da RedeTV!. Em 29 de junho de 2009 se envolveu num acidente automobilístico ao voltar do Teatro Folha onde participara do espetáculo Nunca Se Sábado, quando, ao fazer uma conversão, teria induzido um motociclista a bater num poste para se desviar do carro. O piloto sofreu ferimentos leves, enquanto a passageira, Bruna da Silva Viana, então com 17 anos, ficou em estado de coma por mais de 30 dias. Em 2010 começou a namorar o engenheiro Gilberto Zaborowsky, com quem veio a se casar em 26 de novembro de 2011. Em 15 de fevereiro de 2015 nasceu seu primeiro filho, Enzo Zatz Zaborowsky.
Em 2021 Luisa anunciou seu divorcio de Gilberto Zaborowsky, alegando traição e violência psicológica por parte do marido. Ao mesmo tempo, a ativista afirmou ter sofrido violência hospitalar, por intermédio de Zaborowsky, que autorizou uma cirurgia plástica sem o consentimento de Luisa.

## Controvérsias

### Beagles de São Roque
Em outubro de 2013, dezenas de ativistas, incluindo Luisa Mell, invadiram o laboratório do Instituto Royal, na cidade de São Roque, no estado de São Paulo e roubaram 178 cães da raça Beagle, sete coelhos e mais de 200 camundongos e destruíram arquivos de pesquisa. O Instituto teria recebido R$ 5,3 milhões da União para a criação, manejo e fornecimento de roedores e cães para serem utilizados em "toxicologia pré-clínica para avaliação de seguranças e periculosidade de novas moléculas candidatas a uso terapêutico", contando ainda com outro laboratório, em Porto Alegre, dentro do Campus do Vale da Universidade Federal do Rio Grande do Sul (UFRGS). Os invasores destruíram materiais de estudos relacionados a remédios contra o câncer, diabetes, hipertensão e epilepsia, prejudicando a pesquisa científica. Uma promissora pesquisa de imunoterapia contra o câncer, da USP, foi interrompida.
Desde o fato, o sistema de pesquisa e desenvolvimento de fármacos no Brasil não conseguiu preencher a lacuna deixada com o fechamento do Instituto Royal, pois o laboratório era o único no país qualificado a fazer uma série de ensaios pré-clínicos com animais, exigidos pelos órgãos internacionais para teste de vacinas e medicamentos. Com isso, cientistas brasileiros que necessitam desenvolver pesquisas nessa área ou são obrigados a realizar os testes fora do país ou abandonar seus projetos de pesquisa. Apesar da condenação de um dos envolvidos, que não participou das invasões, a insegurança jurídica causada pelo episódio desestimula qualquer investimento na área, como a construção de biotérios para pesquisa do vírus da zica pois os inquéritos de depredação, invasão de propriedade privada, furto ainda continuam em investigação.
Dois anos após a invasão do Instituto Royal, o G1 reportou que um dos beagles roubados vivia na rua, nas proximidades de onde era o laboratório. Segundo moradores, o animal apareceu logo após a invasão, possivelmente por medo da investigação policial, e tinha sarna e passava fome.

### Caso Pia/Antonieta, a Borzoi
Luisa Mell foi acusada de ter roubado uma cadela polonesa da raça Borzoi chamada Pia. O cão, mascote pessoal do filho de Gabriela Bueno, teria sido resgatado por Luisa Mell em ação conjunta com a força policial no canil de buldogues de Gabriela após alegações de criação irregular, exercício ilegal da profissão veterinária e tráfico de drogas. A apreensão foi feita no chão de maus-tratos, em razão de que os buldogues foram encontrados com problemas de pele, problema endêmico à raça. Os buldogues também foram encontrados rodeados de fezes, mas críticos alegam que isso seria normal por serem fezes noturnas, dado que o resgate se passou durante a madrugada. Dos 143 cães encontrados pela polícia, 18 vieram posteriormente a óbito.
Segundo Luisa Mell, Pia, que originalmente não fazia parte da operação, foi encontrada magra, em um quarto escuro e sem janelas. Ossos aparentes são característicos da raça da cadela. A cadela teria sido colocada sob os cuidados do Instituto Caramelo, organização voluntária fundada por Luisa Mell. A veterinária do Instituto, Marina Passadore, foi posteriormente acusada de ter falsificado o atestado de óbito de Pia e doado a cadela para a família Malzoni, colaboradores pessoais do Instituto Caramelo, sob o nome Antonieta.

### Cão "resgatado" após ser preparado para "sacrifício religioso"
Luisa Mell postou em suas redes sociais que resgatou uma cadela ferida com amputações, teoricamente como preparo para sacrifício de caráter religioso. Uma veterinária respondeu que na verdade o animal teria sido atropelado, e a clínica veterinária onde a cadela estava sob tratamento teria apenas pedido ajuda à ativista em cuidar do animal.

### Elefantes do bosque Fábio Barreto
Luisa Mell acusou o Zoológico Municipal Fábio Barreto de ser "incapaz em preservar o bem-estar dos animais que lá vivem" e que uma de suas elefantas, Bambi, estaria "definhando", pressionando para que os animais fossem transferidos para o Santuário de Elefantes Brasil. O zoológico possuía duas elefantes fêmeas: Mayson e Bambi, ambos animais com idade avançada para a espécie.
A direção do zoológico respondeu que em momento algum a ativista entrou em contato para saber as condições dos animais. Segundo seus cuidadores, Mayson seria um animal carente por ter sido criada com humanos, e Bambi seria muito facilmente assustada. O veterinário encarregado do Bosque também defendeu as ações do zoológico dizendo que a alimentação era balanceada e adequada à espécie, e que as elefantas teriam alimentos e água em abundância. A bióloga do zoológico teria desaconselhado a separação e transferência dos animais para o santuário, visto que Bambi teria passado a vida inteira em cativeiro e teria problemas odontológicos delicados. A bióloga também desaconselhou a transferência por fatores emocionais da elefanta. Outros dois funcionários do bosque se manifestaram contra a ativista, dizendo que o zoológico era responsável pela reabilitação de animais silvestres. A direção do zoológico também informou que ela era regularmente fiscalizada por organizações estaduais e nacionais, e que seguia as recomendações dadas por representante da Wild Welfare, associação internacional de proteção aos animais.
Uma das duas elefantas, Bambi, foi transferida com sucesso para o santuário em setembro de 2020. Maison continuou no Bosque Zoológico Fábio Barreto.

## Ativismo
Com a estreia de seu programa Late Show passou a se envolver com os direitos e defesa dos animais, se tornando ativista do gênero. Seu apego especialmente aos cães a fez ser conhecida pelo neologismo de "cachorreira". Em 2008 promoveu um evento em que procurava encontrar novos donos para cerca de 100 cães resgatados por ela. Na mesma época foi revelado que o público da novela A Favorita enviou um protesto para a Rede Globo para impedir que uma cena onde um cão seria morto fosse ao ar, dizendo que chamaria Luisa para intervir se isso acontecesse.
Em 2009 lançou um livro de poesias, reunindo autores consagrados como Olavo Bilac, José Paulo Paes, Carlos Nejar e Astrid Cabral, intitulado Poemas que Latem ao Coração, organizado pelo escritor Ulisses Tavares. No mesmo ano ganhou destaque em uma reportagem da revista Men's Health sob o título "Não sou apenas a moça dos cachorros", onde falou sobre seu ativismo. Ainda em 2009 falou à revista Cult, a maior publicação de conteúdo cultural brasileira, sobre a adoção e resgate de animais.
Em 2010 foi convidada por Madonna para ajudá-la com as doações em prol das vítimas do terremoto do Haiti, tendo feito sua doação. No mesmo ano ficou em segundo lugar, atrás apenas de Megan Fox, na lista da revista estadunidense Men's Health que elegia as "mulheres capazes de salvar o planeta". Neste ano também organizou uma campanha para resgatar cães vitimas das enchentes que assolaram a cidade de São Luiz do Paraitinga. Em 2013 participou da invasão do Instituto Royal, sob alegação de que cachorros da raça Beagle estariam sendo maltratados e sacrificados, resgatando com outros ativistas 178 cães e 7 coelhos. Em outubro de 2013 ela e uma equipe criaram temporariamente a ONG Emergência Animal, para resgatar e tratar animais de rua. Em 2 de fevereiro de 2015, assinou o Estatuto que constituiu o Instituto Luisa Mell.
Em 2018 Luisa lançou o livro Como os Animais Salvaram Minha Vida, no qual relata momentos importantes de sua carreira na televisão, sua vida pessoal e seus trabalhos como ativista pelos direitos dos animais. Em janeiro de 2019, Luisa vai até a cidade de Brumadinho, em Minas Gerais, ajudar no resgate de animais que ficaram presos em meio aos rejeitos de mineração após o rompimento da barragem da Vale na cidade, que deixou várias vítimas, e denunciando possíveis abates dos bichos no local da tragédia.
Em fevereiro, do mesmo ano, ela e a equipe de seu instituto realizou o maior resgate de cães do mundo, ao todo foram resgatados mais de 1,5 mil cães de diversas raças em estado de maus-tratos. O resgate foi realizado no dia 14 e terminou na tarde de 17 de fevereiro, na cidade de Piedade (interior de São Paulo), no canil interditado por suspeita de maus-tratos, Céu Azul, com o envolvimento de cerca de 30 pessoas e foram resgatadas 100 cadelas prenhas. Para tentar impedir o resgate a proprietária do canil entrou na justiça para suspender a transferência. O pedido de mandado de segurança foi negado pela juíza Luciana Mahuad. De acordo com a decisão, não houve ato ilícito pelo Instituto Luisa Mell, responsável pelo resgate dos cães, já que a ação de interdição do local foi tomada por funcionários da prefeitura e da Polícia Ambiental. O resgate só foi possível após a dona do canil assinar um termo de doação dos cães autorizado assim a retirada dos animais do canil de Piedade. O canil Céu Azul vendia cães para a Petz, uma das maiores redes de pet shop do país. A Petz, por sua vez, suspendeu o relacionamento com o canil e enfatizou que os criadores parceiros são visitados regularmente por veterinários da empresa, que seguem rigorosos procedimentos para garantia do bem estar animal. O canil Céu Azul funcionava em um sítio na zona rural de Piedade, no bairro Goiabas. A Polícia Militar Ambiental recebeu uma denúncia anônima sobre a situação irregular do estabelecimento e, na quarta-feira, enviou uma equipe até o local para fazer a averiguação. A Polícia Militar Ambiental confirmou a denúncia e entrou com o pedido de fechamento do canil. Foi constatado que o local funcionava clandestinamente, com instalações inadequadas, falta de higiene e organização. O canil ainda não atendia ao código sanitário vigente e às demais legislações estaduais e municipais. Os cães encontrados e resgatados eram mantidos para reprodução e comercialização. Diante da situação, a Prefeitura de Piedade, por meio da Vigilância Sanitária, lavrou auto de infração e de interdição do canil devido às irregularidades constatadas pela Polícia Militar Ambiental. A quantidade de animais resgatados é tão grande que ela precisou alugar emergencialmente dois galpões em Mairiporã, uma vez que na sede de seu instituto (Instituto Luisa Mell), em Ribeirão Pires já quase atingia sua capacidade máxima, atendendo cerca de mais de 400 animais.

### Política
Foi filiada ao MDB e hoje está no União Brasil.

## Filmografia

### Televisão
| Ano     | Título         | Personagem    | Nota                   |
| ------- | -------------- | ------------- | ---------------------- |
| 2001    | Noite Afora    | Repórter      |                        |
| 2002    | Black Brasil   | Apresentadora |                        |
| 2002–08 | Late Show      | Apresentadora |                        |
| 2002–06 | TV Fama        | Apresentadora |                        |
| 2009    | Amorais        | Carina        | Episódio: "Piloto"     |
| 2011    | Araguaia       | Cris Gouveia  |                        |
| 2011–12 | Estação Pet    | Apresentadora |                        |
| 2014    | Domingo Legal  | Repórter      | Quadro: Resgate Animal |
| 2014    | Mundo Pet      | Apresentadora |                        |
| 2022    | Ideias à Venda | Jurada        | Episódio: "Pets"       |

## Teatro
| Ano  | Título                  | Personagem |
| ---- | ----------------------- | ---------- |
| 2007 | Cinderela               | Cinderela  |
| 2008 | Nunca Se Sábado         |            |
| 2008 | Mãos ao Alto, São Paulo |            |

## Rádio
| Ano     | Título                | Personagem    | Nota               |
| ------- | --------------------- | ------------- | ------------------ |
| 2010–13 | Comunidade dos Bichos | Apresentadora | Rádio Bandeirantes |